# Compost meso

Un compost meso és aquell compost que, contenint àtoms de carboni asimètrics, és aquiral (hi ha un pla de simetria). Per tant, la seva imatge especular és en realitat el mateix compost. Aquest tipus de compostos no tenen activitat òptica tot i contenir en la seva estructura centres estereogènics. Els compostos meso contenen un pla de simetria que divideix la molècula en dos, de manera que una meitat és la imatge especular de l'altra.
Les estructures meso es basen en el nombre de centres estereogènics representats per la fórmula 2n on n és el nombre de centres i aquesta fórmula el definirà la quantitat d'estereoisòmers que tenim a la molècula. Per exemple, un dels isòmers de l'àcid tàrtric representat a baix és un compost meso. Existeix un pla especular intern, que bisecta la molècula: en rotar la molècula 180° sobre el pla perpendicular a la pantalla, s'obté la mateixa estereoquímica (vegeu Projecció de Fischer).
És un requeriment per a dos dels estereocentres en un compost meso que tinguin almenys dos substituents en comú (encara que el fet de tenir aquesta característica no significa necessàriament que el compost sigui meso). Per exemple, en el 2,4-pentanodiol, tant el segon i el quart àtoms de carboni, que tenen estereocentres, tenen els quatre substituents en comú.
Atès que un isòmer meso té una imatge especular superposable, un compost amb un total de n estereocentres no pot tenir 2  n  estereoisòmers, atès que un d'ells és meso.